# Albert J. Hoffmann
Albert J. Hoffmann (Vanderbijlpark, 18 maggio 1955) è un giurista sudafricano. Dal 1º ottobre 2005 è un giudice del tribunale internazionale del diritto del mare, diventandone presidente nel 2020.

## Biografia
Hoffmann ha studiato presso le università di Johannesburg e Pretoria, perfezionando la propria formazione presso la Columbia university. Ha svolto la professione di avvocato, nonché di consulente legale per diversi uffici governativi, compresa la missione diplomatica sudafricana presso l'ONU dal 1999 al 2003. Come giurista, ha realizzato diverse pubblicazioni in materia di diritto marittimo.